# موجة إبليكتشي
موجة إبليكتشا (بالتركية: Müge İplikçi) ( ولدت في عام 1966 في مدينة إسطنبول ) صحفية تركية و كاتبة.
تلقت موجا إبليكتشي تعليمها الثانوي في مدرسة كاديكوي الأناضوالية الثانوية في عام 1984 ثم التحقت بقسم اللغة الإنجليزية و آدابها في جامعة إسطنبول. حصلت موجة إبليكتشا على درجة الماجستير من جامعتين مختلفتين أولهما من قسم قضايا المرأة و البحث في جامعة إسطنبول و ثانيهما من جامعة ولاية أوهايو. وخلال أعوام 2004 – 2005 و 2007 – 2009 شغلت موجة إبليكتشي منصب رئيس لجنة الكاتبات. و تُرجمت كتبها و قصصها إلى العديد من اللغات مثل اللغة السويدية ، و اللغة الهولندية ، و اللغة السلوفاكية ، و اللغة الكردية ، و اللغة البلغارية و على رأسهم اللغة الألمانية ، و اللغة الإنجليزية. و لا تزال موجة إبليكتشي تكتب مقالات في صحيفة الوطن  وذلك بجانب تأليفها للكتب و تشغل منصب عضو هيئة التدريس بدوام جزئي في جامعة بيلجي بإسطنبول.

## أعمالها

### كتب القصة
•	شقلبة في الهواء ( عام 1998 )
•	نساء كولومبوس ( عام 2000 )
•	فيما وراء الغد ( عام 2001 )
•	ركاب الترانزيت ( عام 2002 )
•	الأزليات القصيري العمر ( عام 2009 )

### رواياتها
•	الرماد و الرياح ( عام 2004 )
•	جمرة ( عام 2006 )
•	كافداغي ( عام 2008 )
•	الزئبق ( عام 2012 )

### كتب البحث
•	النساء الحضرية المُهلكة
•	الجاذبين للأطفال

## جوائزها
•	جائزة شباب يشار النبي نايار لعام 1996
•	المركز الثالث بجائزة خالدون تانر لعام 1997
•	الجائزة الخاصة بلجنة التحكيم بجمعية دار نشر الأطفال و الشباب لعام 2010

## وصلات خارجية
•	http://www.mugeiplikci.com/
•	http://www.gazetevatan.com/yazarlar/